# كارلوس سالسيدو (لاعب كرة قدم مواليد 1993)
كارلوس جويل سالسيدو إرنانديز (بالإسبانية: Carlos Joel Salcedo Hernández)‏ (و. 29 سبتمبر 1993) هو لاعب كرة قدم مكسيكي.

## مسيرته الكروية
لعب كارلوس سالسيدو خلال مسيرته الاحترافية مع 5 أندية في عشرة مواسم وسجل خلالها 4 أهداف ضمن 147 مباراة. حيث فاز في موسمين بالكأس وفي موسمين بالدوري.
خاض كارلوس سالسيدو مسيرته مع نادي ريال سالت ليك في عامي 2013-2015 ولمدة موسمين، مشاركًا في 25 مباراة سجل خلالها هدفًا واحدًا. ثم انتقل إلى نادي غوادالاخارا في موسم 2014–15 واستمر معه طيلة ثلاثة مواسم، حيث شارك في 49 مباراة سجل خلالها هدفًا واحدًا أيضًا. لينتقل بعدها إلى نادي فيورنتينا في موسم 2016–17 لمدة موسم واحد، مشاركًا في 18 مباراة ولم يسجل أي هدف. ثم انتقل إلى نادي آينتراخت فرانكفورت في موسم 2017–18 ولمدة موسمين، مشاركًا في 26 مباراة ولم يسجل أي هدف أيضًا. هذا وانتقل لاحقًا إلى نادي تايجرز أونال في موسم 2018–19 ولمدة موسمين، مشاركًا في 29 مباراة سجل خلالها هدفين.

## روابط خارجية
- كارلوس سالسيدو (لاعب كرة قدم مواليد 1993) على موقع الاتحاد الدولي (مؤرشف)  (الإنجليزية)
- كارلوس سالسيدو (لاعب كرة قدم مواليد 1993) على موقع الدوري الأمريكي (الإنجليزية)
- كارلوس سالسيدو (لاعب كرة قدم مواليد 1993) على موقع قاعدة بيانات كرة القدم.إي يو (الإنجليزية)
- كارلوس سالسيدو (لاعب كرة قدم مواليد 1993) على موقع ناشيونال فوتبول تيمز (الإنجليزية)
- كارلوس سالسيدو (لاعب كرة قدم مواليد 1993) على موقع Soccerway.com (الإنجليزية)
- كارلوس سالسيدو (لاعب كرة قدم مواليد 1993) على موقع عالم كرة القدم.نت (الإنجليزية)
- كارلوس سالسيدو (لاعب كرة قدم مواليد 1993) على موقع اللجنة الأولمبية الدولية (الإنجليزية)
- كارلوس سالسيدو (لاعب كرة قدم مواليد 1993) على موقع أوليمبيديا (الإنجليزية)
- كارلوس سالسيدو (لاعب كرة قدم مواليد 1993) على موقع AS.com (الإسبانية)